# Vadkerti-patak
A Vadkerti-patak a Börzsönyban ered, Érsekvadkert településtől északra, Nógrád vármegyében, mintegy 140 méteres tengerszint feletti magasságban. A patak forrásától kezdve keleti, majd délkeleti irányban halad és Érsekvadkert közelében éri el a Lókos-patakot.
Mindössze két fontosabb keresztező műtárgya van: a 22-es főút hídja Érsekvadkert központjában és a 2117-es út hídja a község belterületének keleti szélén.

## Part menti település
- Érsekvadkert